# Западное внутреннее море

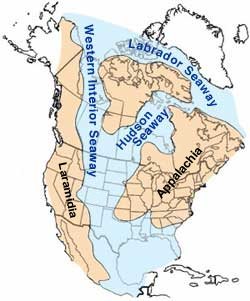
Северная Америка в середине мелового периода; центр будущего континента занимают Западное и Гудзоново внутреннее море внутренние моря

Западное внутреннее море (также Западный внутренний бассейн, Западный внутренний пролив; англ. Western Interior Seaway) — древнее эпиконтинентальное море, существовавшее с середины до конца мелового периода на территории современных Канады и США, разделяя её на Ларамидию и Аппалачию.

## Акватория
Западное внутреннее море было одним из многочисленных шельфовых морей, образовавшихся в результате понижения рельефа дна мирового океана в меловом периоде. Воды с юга (современный Мексиканский залив) и севера соединились в конце альбского яруса. Западное внутреннее море существовало как единая форма рельефа на протяжении почти 35 млн лет, до маастрихтского яруса, завершающего меловой период. Регрессия Западного внутреннего моря началась в конце маастрихта.
Вытянутая с севера на юг акватория Западного внутреннего моря граничила с современным Северным Ледовитым океаном на севере и Мексиканским заливом на юге. Западная граница моря проходила вдоль складок рельефа, образованных в ходе Севьерско-Ларамийского орогенеза (современные Скалистые горы). Море, восточное побережье которого формировала плоская и низменная кратоновая платформа распространялось далеко на восток в сеноманском и туронском ярусе позднего мелового периода, доходя до современных Миннесоты, западного Онтарио и центрального Канзаса. Длина моря, таким образом, составляла порядка 4800 км при максимальной ширине около 1620 км. Бассейн был достаточно мелководным — максимальная глубина в его центральной части, по различным оценкам, достигала от 150 до 300 м.

## Палеоэкология
На протяжении большей части периода существования Западного внутреннего моря оно располагалось в регионах с умеренным климатом, сменявшимся на субтропический в эпохи наибольшей трансгрессии. Биоты северной части моря (к северу от современных Монтаны, Айдахо и Северной Дакоты) совпадали по большей части с биотами, характерными для побережья тогдашнего Северного океана. В зону мягкого умеренного климата входил регион от северного Вайоминга и Южной Дакоты до Канзаса и севера Юты и Колорадо. Наконец, зона мягкого умеренного климата охватывала территорию к югу до современного Мексиканского залива. На границе между зонами холодного и мягкого умеренного климата жило большинство эндемичных для Западного внутреннего моря видов.

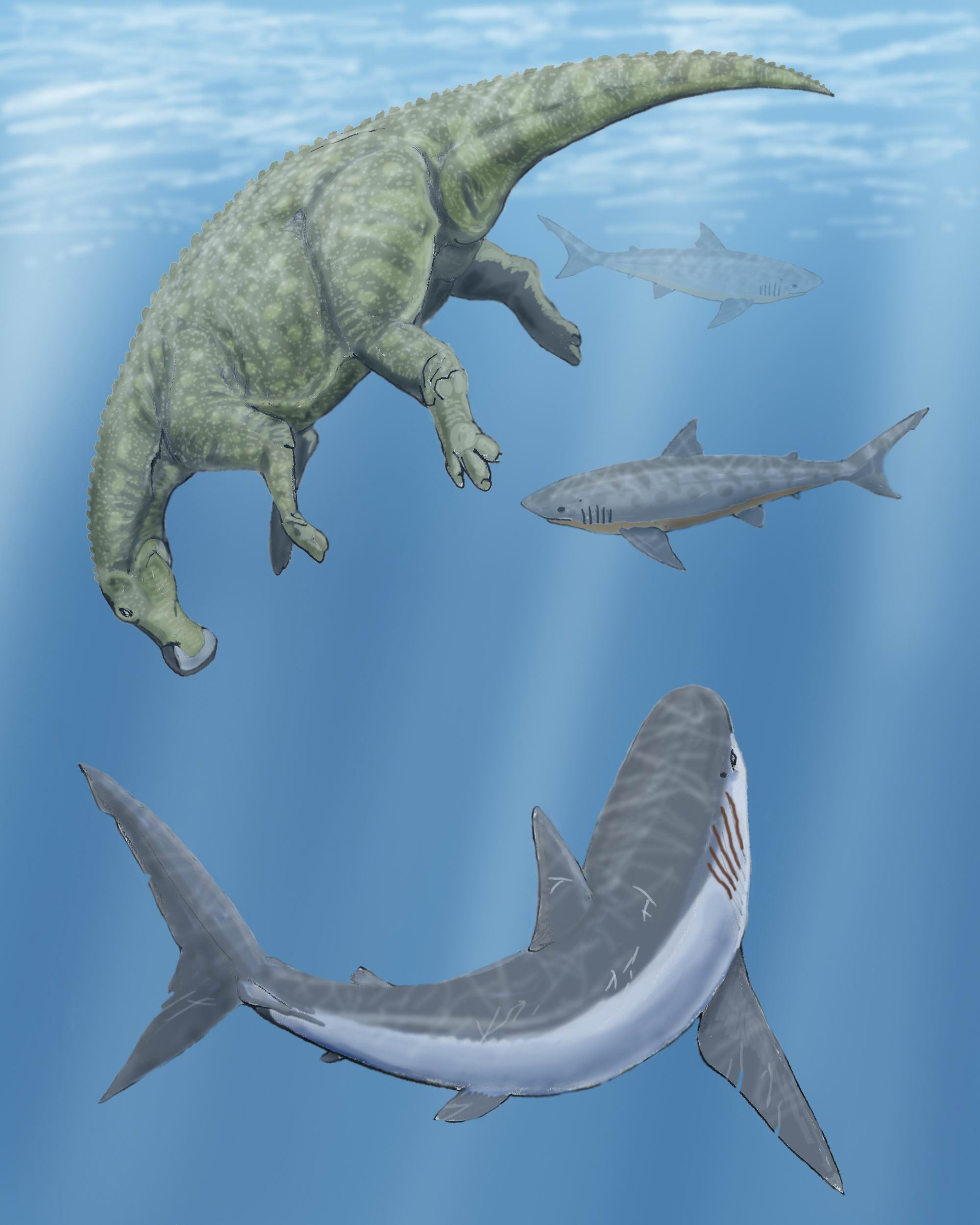
Кретоксирина и два скваликоракса во Внутреннем западном море у трупа клаозавра (художник Д. Богданов)

В первый, более короткий период соединения южного и северного рукавов Западного внутреннего моря в середине альбского яруса происходило проникновение на север субтропических видов, характерных для тропических рифов. После повторного объединения рукавов движение субтропических видов на север возобновилось, достигнув своего пика в период максимальной трансгрессии в сеноманском ярусе. Резкое снижение солёности морской воды и вызванная взаимной изоляцией слоёв аноксия (снижение уровня растворённого кислорода) привели накануне туронского яруса к массовому вымиранию, известному как сеномано-туронское пограничное биотическое событие, за которым последовали новые вторжения субтропических и тропических организмов в умеренные воды, не достигавшие, однако, прежних масштабов. По отложениям Ниобрарской формации в западном Техасе, сформировавшихся в конце коньякского и сантонском ярусе в южной части Западного внутреннего моря, известны останки птерозавров-никтозавридов, близких к птеранодонам.
Западное внутреннее море было богатым на виды беспозвоночных, в частности моллюсков — головоногих, брюхоногих и двустворчатых, о чём свидетельствуют геологические отложения. Широко были представлены также характерные для своей эпохи позвоночные — рыбы, морские рептилии и первые птицы. В отложениях Западного внутреннего моря найдены останки древнейших известных для Северной Америки птиц, относящихся к гесперорнисообразным (Pasquiaornis hardiei и Pasquiaornis tankei из сеноманского яруса), ихтиорнисообразным и, возможно, энанциорнисообразным.
В отложениях Западного внутреннего моря найдены останки многочисленных видов рыб — хрящевых (в том числе акул родов Ptychodus, Carcharias и Squalicorax), хрящекостных и костных (последние представлены в том числе гигантскими экземплярами ксифактинов и другими ихтиодектидами, представителями родов Enchodus и Elopopsis, а также древними формами угрей и лососеобразных). Морские рептилии были представлены плезиозаврами (в том числе плиозавридами и эласмозавридами), морскими крокодилами (включая род Teleorhinus, представители которого достигали в длину семи метров) и черепахами.

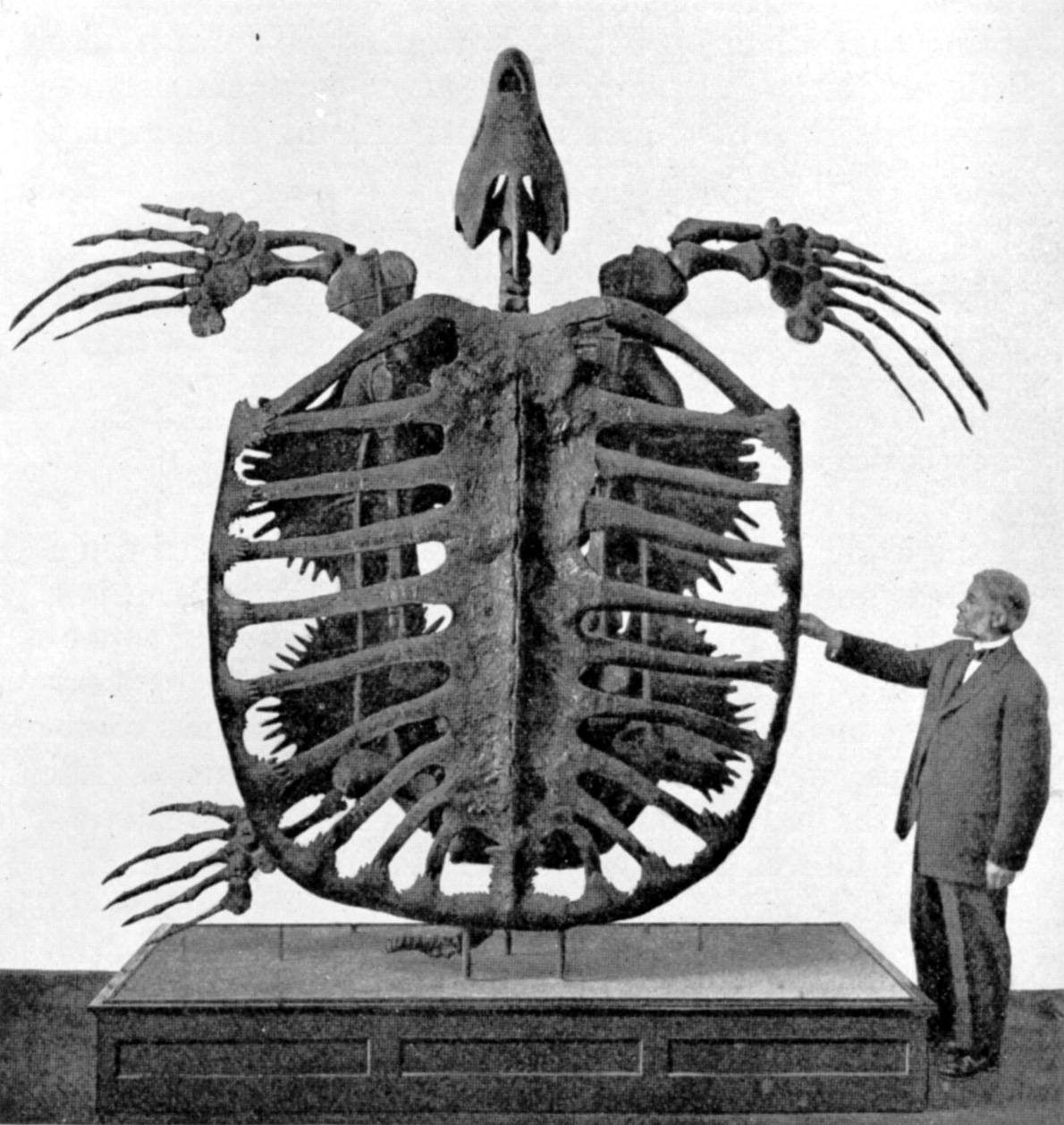
Скелет архелона

В частности, в отложениях кампанского яруса найдены полные скелеты гигантских морских черепах архелонов.